# فرودگاه شرقی تالمن
فرودگاه شرقی تالمن (به انگلیسی: Tallman East Airport) یک فرودگاه خصوصی است . این فرودگاه در کشور ایالات متحده آمریکا قرار دارد و در ارتفاع ۲۵۷ متری از سطح دریا واقع شده است.